# Бухарестский мирный договор (1918)
Бухаре́стский ми́рный догово́р 1918 года (нем. Friede von Bukarest, венг. Bukaresti béke, болг. Букурещки договор, рум. Tratatul de la București) — сепаратный мирный договор, заключённый 7 мая 1918 года между Румынией и Центральными державами. Завершил войну между Германией, Австро-Венгрией, Болгарией и Османской империей с одной стороны, и Румынией — с другой.
После подписания в Бресте сепаратных мирных договоров с Центральными державами Украиной (см.) и Россией (см.) соответственно 9 февраля и 3 марта 1918 года единственным государством, остающемся в состоянии войны против Центральных держав на Восточном фронте, оставалась Румыния. Основная территория страны была оккупирована противником ещё в 1916 году, сразу по вступлении Румынии в войну.
16 февраля (1 марта) 1918 года Румыния вступила в переговоры с министрами иностранных дел Центральных держав о сепаратном мире. Согласно заключённому договору Румыния возвращала Болгарии полученную по договору 1913 года Южную Добруджу с дополнительными исправлениями границы в пользу Болгарии. Над Северной Добруджей устанавливался кондоминиум Центральных держав, обязывавшихся обеспечить Румынии торговый путь к Чёрному морю по линии Чернаводэ — Констанца. Румынии также пришлось отдать Австро-Венгрии контроль над проходами в Карпатах. Кроме того, Румыния передавала Германии нефтепромыслы в концессию на 90 лет.
По условиям договора, Центральные державы согласились не выступать против объединения Бессарабии с Румынией.
Договор был ратифицирован, но не был подписан румынским королём Фердинандом I и после поражения стран германского блока был аннулирован.